# Bernardo Contreras
Bernardo  Rodrigo Contreras Cardemil (n. La Serena, Chile, 18 de septiembre de 1990) es un futbolista chileno. Actualmente se desempeña como portero en club deportivo Unión Esperanza de el tambo (vicuña )

## Clubes
| Club               | País  | Año         |
| ------------------ | ----- | ----------- |
| Coquimbo Unido     | Chile | 2009 – 2010 |
| Barnechea          | Chile | 2011        |
| Deportes Valdivia  | Chile | 2012        |
| Deportes La Serena | Chile | 2013 - 2014 |
| Deportes Pintana   | Chile | 2014 - 2017 |
| Malleco Unido      | Chile | 2018        |

### Campeonatos nacionales
| Título    | Club      | País  | Año  |
| --------- | --------- | ----- | ---- |
| Tercera A | Barnechea | Chile | 2011 |

- Datos: Q5726715